# Anton Schneider
Friedrich Anton Schneider (ur. 3 lipca 1831 w Zeitz, zm. 30 maja 1890 we Wrocławiu) – niemiecki zoolog i nauczyciel akademicki, profesor zwyczajny i rektor Uniwersytetu w Gießen oraz Uniwersytetu Wrocławskiego.
Studiował nauki przyrodnicze oraz matematykę na uczelniach w Bonn, a następnie w Berlinie, gdzie był uczniem Johannesa Müllera. Stopień doktora uzyskał w 1854. Od 1859 wykładał w Berlinie jako Privatdozent, był też kustoszem w muzeum zoologicznym w tym mieście. W 1869 r. został profesorem Uniwersytetu w Gießen, której to uczelni był też rektorem w roku akademickim 1880/81. W 1881 r. przeniósł się na stanowisko profesora na Uniwersytet Wrocławski, gdzie pracował do śmierci. We Wrocławiu, oprócz obowiązków profesorskich, przez cały swój pobyt piastował także funkcję dyrektora Muzeum Zoologicznego. W 1886 został wybrany na jednoroczną kadencję rektora wrocławskiej uczelni.
W 1874 wybrano go na członka Leopoldiny.
Odbył podróże badawcze do Norwegii, Neapolu i na wyspę Helgoland. Prowadził badania zoologiczne o szerokim spektrum tematycznym, w tym z zakresu histologii, anatomii oraz embriologii, a także systematyczne, zarówno kręgowców, jak i bezkręgowców. Szczególne zasługi położył w badaniach nicieni i płazińców. Ponadto w 1873, jako pierwszy na świecie, opisał chromosomy mitotyczne. Był twórcą czasopisma naukowego Zoologische Beiträge i jego redaktorem naczelnym, od powstania pisma w 1883 do 1890.

## Wybrane publikacje Schneidera
- 1866 – Monographie der Nematoden. G. Reimer, Berlin. DOI:10.5962/bhl.title.46772
- 1873 – Untersuchungen über Plathelminthen. Bericht der Oberhessischen Gesellschaft für Natur- und

Heilkunde 14:69–140. Wyd. J. Ricker, Giessen. DOI:10.5962/bhl.title.46840